# Shropshire Damson
Shropshire Damson sinonimia: Prune Damson es una variedad cultivar de ciruelo (Prunus domestica subsp. insititia), de las denominadas ciruelas europeas, conocida en Reino Unido como 'Shropshire Damson' ya en 1676.
Las frutas tienen un tamaño muy pequeño, piel gruesa, ácida, siendo el color de la piel violeta azulado oscuro, y pulpa de color verde amarillento, textura de pulpa firme, muy jugosa, tiene el sabor astringente que es el sello distintivo de la ciruela "damascena-damson".

## Sinonimia
- "Prune Damson",
- "Shropshire Prune",
- "Cheshire Damson",
- "Westmoreland Damson".

## Historia
'Shropshire Damson' es una variedad de ciruela conocida en Reino Unido ya en 1676. Shropshire es la ciruela "Damascena"-"Damson" del norte de Inglaterra por excelencia. Se desconoce su origen y parece probable que no exista una única variedad de "ciruela de Shropshire", sino varias variedades estrechamente relacionadas que se han cultivado a partir de plántulas silvestres en varias partes del noroeste de Inglaterra.
Se considera que es una cepa de la Prunus domestica subsp. insititia, en Inglaterra se las nombran como "Bullace" que generalmente se usa para referirse a ciruelas con forma esférica, a diferencia de las ciruelas "Damascenas"-"Damson" que se refieren a las que tienen  forma ovalada.
'Shropshire Damson' está cultivada en diversos bancos de germoplasma de cultivos vivos, tales como en National Fruit Collection (Colección Nacional de Fruta) de Reino Unido con el número de accesión: 1975-320 y Nombre Accesión : Damson, Prune (EMLA). El espécimen fue recibido en el «National Fruit Trials» (Probatorio Nacional de Frutas), para evaluar sus características en 1975.

## Características
'Shropshire Damson' árbol relativamente pequeño y compacto, muy prolífico y resistente. También conocido como ciruela damascena 'de poda'. Autofértil, es productivo, floración muy abundante. Flor blanca, que tiene un tiempo de floración que comienza a partir del 12 de abril con el 10% de floración, para el 17 de abril tiene una floración completa (80%), y para el 28 de abril tiene un 90% de caída de pétalos.
'Shropshire Damson' tiene una talla de tamaño muy pequeño (peso promedio de 5.70 g) de forma ovalada, cavidad poco profunda, estrecha, abrupta, sutura pronunciada, una línea distinta, el fruto es más alargado que el de muchas otras ciruelas damascenas, ápice más pronunciado; epidermis tiene una piel gruesa, ácida, siendo el color de la piel violeta azulado oscuro, cubierto de pruina de mediano espesor, punteado pequeño, pocos; pedúnculo glabro, con una longitud promedio de 11.96 mm, grueso, pubescente, bien adherido al fruto con la cavidad del pedúnculo estrecha y apenas pronunciada; pulpa de color verde amarillento, textura de pulpa firme, muy jugosa, tiene el sabor astringente que es el sello distintivo de la ciruela "damascena-damson", cuando se cocina tiene un sabor muy bueno.
Hueso adherido, irregular y ampliamente ovada, aplanada, áspera, ligeramente comprimida y con cuello en la base, roma o aguda en el ápice, sutura ventral estrecha, alada, sutura dorsal aguda o levemente surcada.
Su tiempo de recogida de cosecha es tardía, se inicia en su maduración a finales de septiembre.

## Cultivo y Usos
El centro de producción comercial de ciruela damascena en el Reino Unido es el "Valle de Lyth" en Cumbria, y la ciruela de Shropshire (o sus parientes cercanos) es la variedad más plantada en esta zona.
Esta ciruela es bien conocida en diversas regiones de Inglaterra, donde se usa como cortavientos para delimitar parcelas. Hace unos muy buenos guisos, licores, mermeladas, empanadas, y para congelación.